# Real Betis Balompié 2002-2003
Questa pagina raccoglie i dati riguardanti il Real Betis nelle competizioni ufficiali della stagione 2002-2003.

## Stagione
Il Real Betis finisce al ottavo posto in classifica.
In Coppa del Re la squadra arriva agli ottavi di finale.

## Rosa
| N. |                    | Ruolo | Calciatore              |
| -- | ------------------ | ----- | ----------------------- |
| 1  | Spagna (bandiera)  | P     | Toni Prats              |
| 2  | Spagna (bandiera)  | D     | Luis Fernández          |
| 3  | Uruguay (bandiera) | D     | Washington Tais         |
| 4  | Spagna (bandiera)  | D     | Juanito                 |
| 5  | Spagna (bandiera)  | D     | David Rivas             |
| 6  | Spagna (bandiera)  | A     | Daniel Martín Alexandre |
| 7  | Spagna (bandiera)  | D     | Mingo                   |
| 8  | Spagna (bandiera)  | C     | Fernando Varela         |
| 9  | Spagna (bandiera)  | C     | Fernando                |
| 10 | Spagna (bandiera)  | C     | Juanjo Cañas            |
| 11 | Brasile (bandiera) | C     | Denílson                |
| 20 | Brasile (bandiera) | C     | Marcos Assunção         |
| 13 | Spagna (bandiera)  | C     | Arzu                    |
| 14 | Spagna (bandiera)  | C     | Capi                    |
| 15 | Spagna (bandiera)  | D     | David Belenguer         |
| 17 | Spagna (bandiera)  | C     | Joaquín                 |

| N. |                       | Ruolo | Calciatore       |
| -- | --------------------- | ----- | ---------------- |
| 18 | Spagna (bandiera)     | C     | Ito              |
| 21 | Spagna (bandiera)     | A     | Alfonso Pérez    |
| 23 | Spagna (bandiera)     | C     | Benjamín         |
| 27 | Spagna (bandiera)     | D     | Melli            |
| 28 | Spagna (bandiera)     | A     | Tati             |
| 29 | Argentina (bandiera)  | A     | Gastón Casas     |
| 30 | Spagna (bandiera)     | P     | Toni Doblas      |
| 31 | Portogallo (bandiera) | A     | João Tomás       |
| 32 | Romania (bandiera)    | D     | Iulian Filipescu |
| 34 | Portogallo (bandiera) | C     | José Calado      |